# Quakertown
Quakertown est un borough de Pennsylvanie située à 26 km au nord de Bethlehem et 46 km au nord de Philadelphie.

## Personnalités
- Charles Fechter (1824-1879), acteur français, est décédé à Quakertown.
- Karen Livingston-Bliss (1963-), cycliste professionnelle, est née à Quakertown.
- Meredith Stern (1976-), artiste, musicienne et DJ américaine, est née à Quakertown.
- Sabrina Carpenter (1999-), actrice et chanteuse américaine, est née à Quakertown.